# Toyokawa-tezutsu matsuri
Le Toyokawa-tezutsu matsuri (豊川手筒まつり, Toyokawa-tezutsu-matsuri) est une fête traditionnelle de la ville de Toyokawa, préfecture d'Aichi, au Japon. Il se déroule le 4e samedi d'août de chaque année. Une compétition de feu d'artifice y est organisée.

## Histoire
Le festival Toyokawa-tezutsu a été organisé pour la première fois en 1988. Il a lieu depuis lors, chaque année, le 4e samedi du mois d'août.

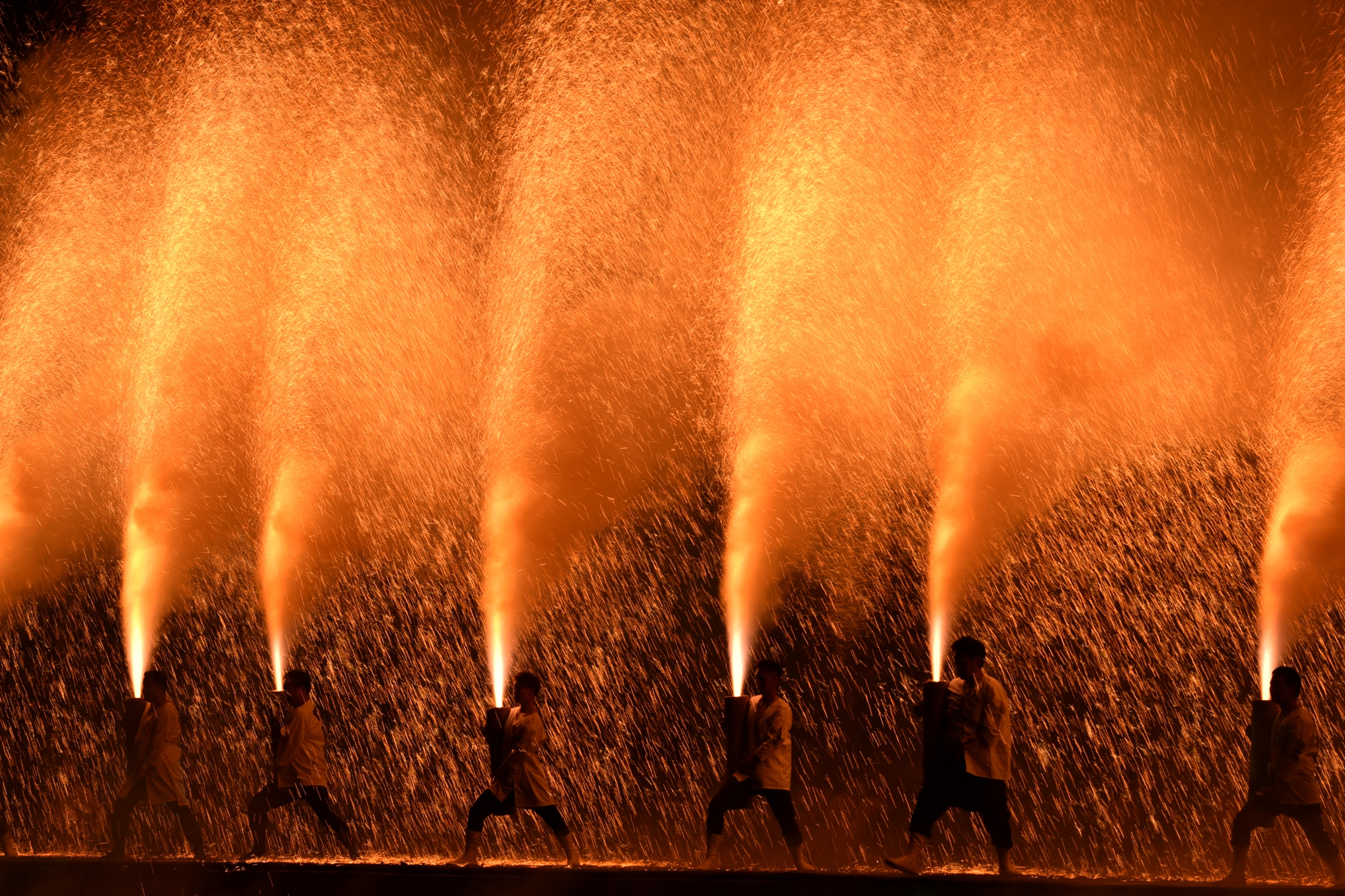
Les feux d'artifice.
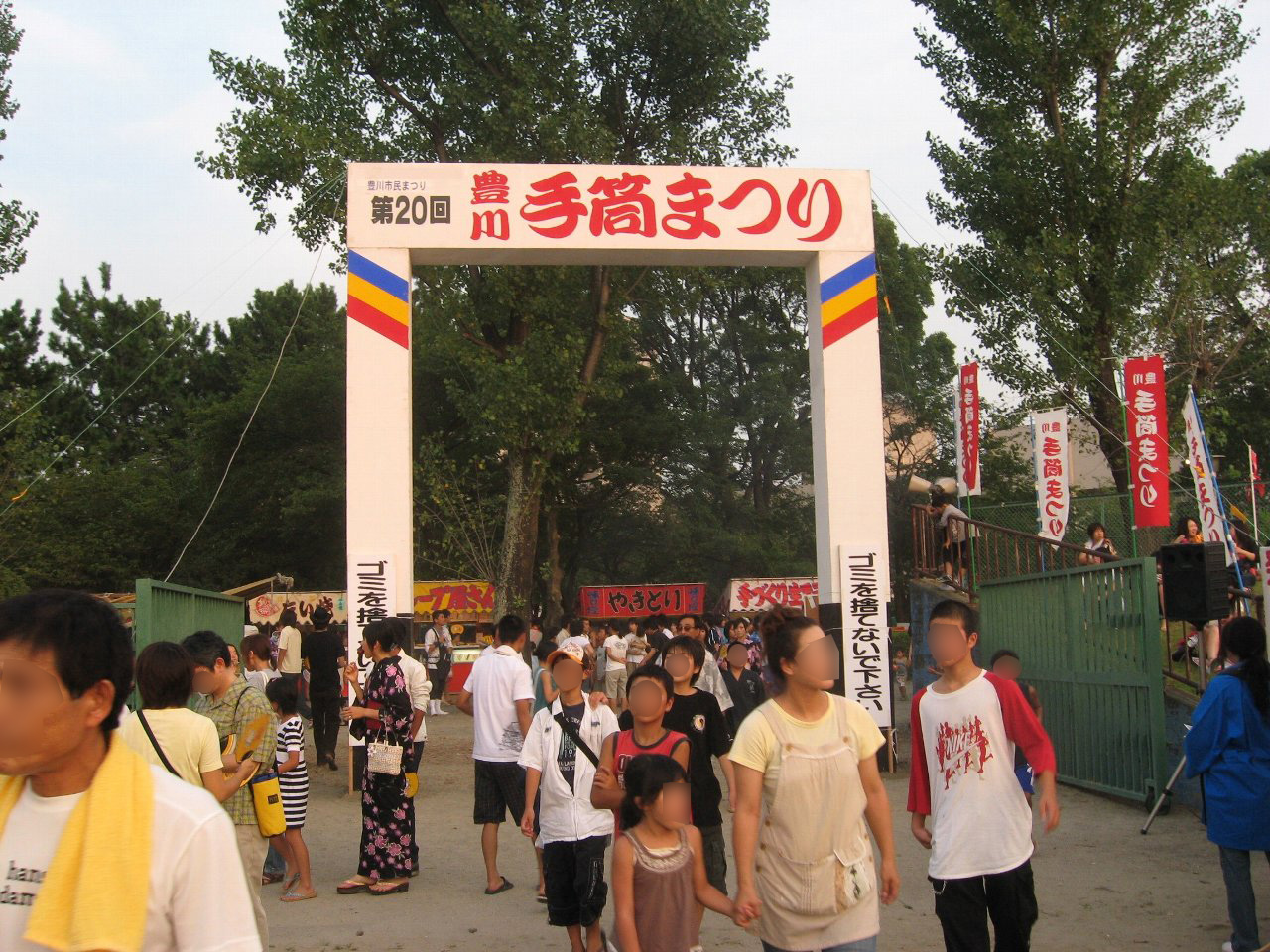
L'entrée du festival.
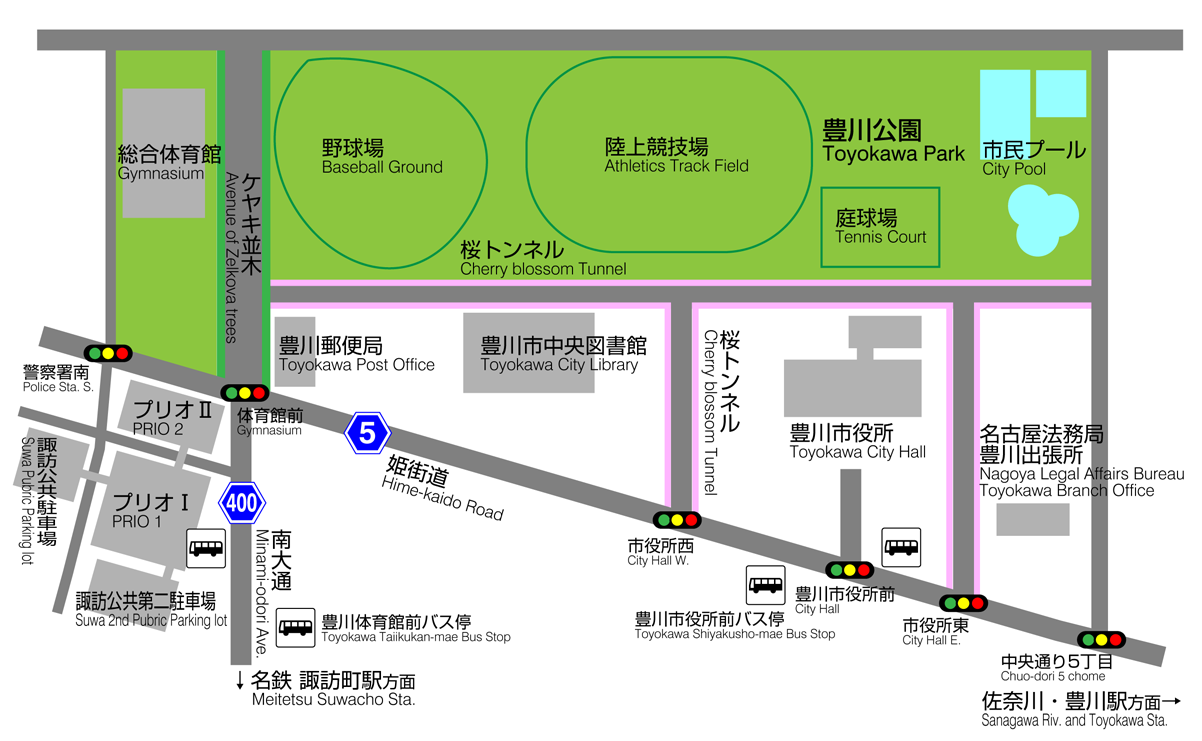
Carte du lieu de réunion.